# 耕洋丸 (4代)
耕洋丸（こうようまる）は、水産大学校が保有する練習船。本項目では、2007年に竣工した4代目を取り扱う。

## 概要
耕洋丸 (3代)の代船として三菱重工業下関造船所で建造され、2007年6月29日に竣工した。
同年7月25日から8月12日にかけて行われた第1次航海では、下関港のほか、高松、東京、神戸の各港で一般公開が行われた。
2011年4月7日から4月30日にかけて行われた第25次航海では、実習の一環として東日本大震災被災地への支援航海が行われた。下関市など地元自治体、漁協、水産加工関係団体、水産大学校同窓会、教職員などから物資提供・義捐金を募り、提供された自転車、靴、作業服、灯油、米、冷凍ふぐ、野菜などを支援物資として搭載した。出発を当初予定の4月11日から繰り上げ、4月10日に宮古港へ入港、宮古市、岩手県漁連、岩手県立宮古水産高等学校向けの救援物資を搬出した。その後、函館港で清水などを補給して、4月16日に釜石港へ入港、岩手県、釜石市などの漁協向け救援物資を搬出、入浴・食事の提供を行った。岸壁での作業の補助、船内での支援業務には学生も参加した。その後、日本海で漁業実習、海洋観測実習などを行った後、4月30日に下関港へ帰港した。

## 設計
主要な航海機器、無線機器、漁労機器には古野電気の製品を採用しており、最新鋭の漁業設備として、自動定点保持装置（自動曳網制御機能付）などから構成されるセルフトロール＆ナビゲーションシステム（STNS）を搭載している。STNSはスキャニングソナーで探知した魚群に対して漁網の位置を自動的に制御することで、自動的に魚群を追尾して網を仕掛けることが可能である。

### 搭載機器
- トロール設備
- 観測用ウインチ
- ラインホーラー
- 超音波海底地形探査装置
- CTDオクトパスシステム
- 超音波式多層流速計（ADCP）
- 潮流計
- サーモサリノグラフ
- 波高計
- 採泥器
- 小型水深水温計
- 船内LANシステム

## 画像

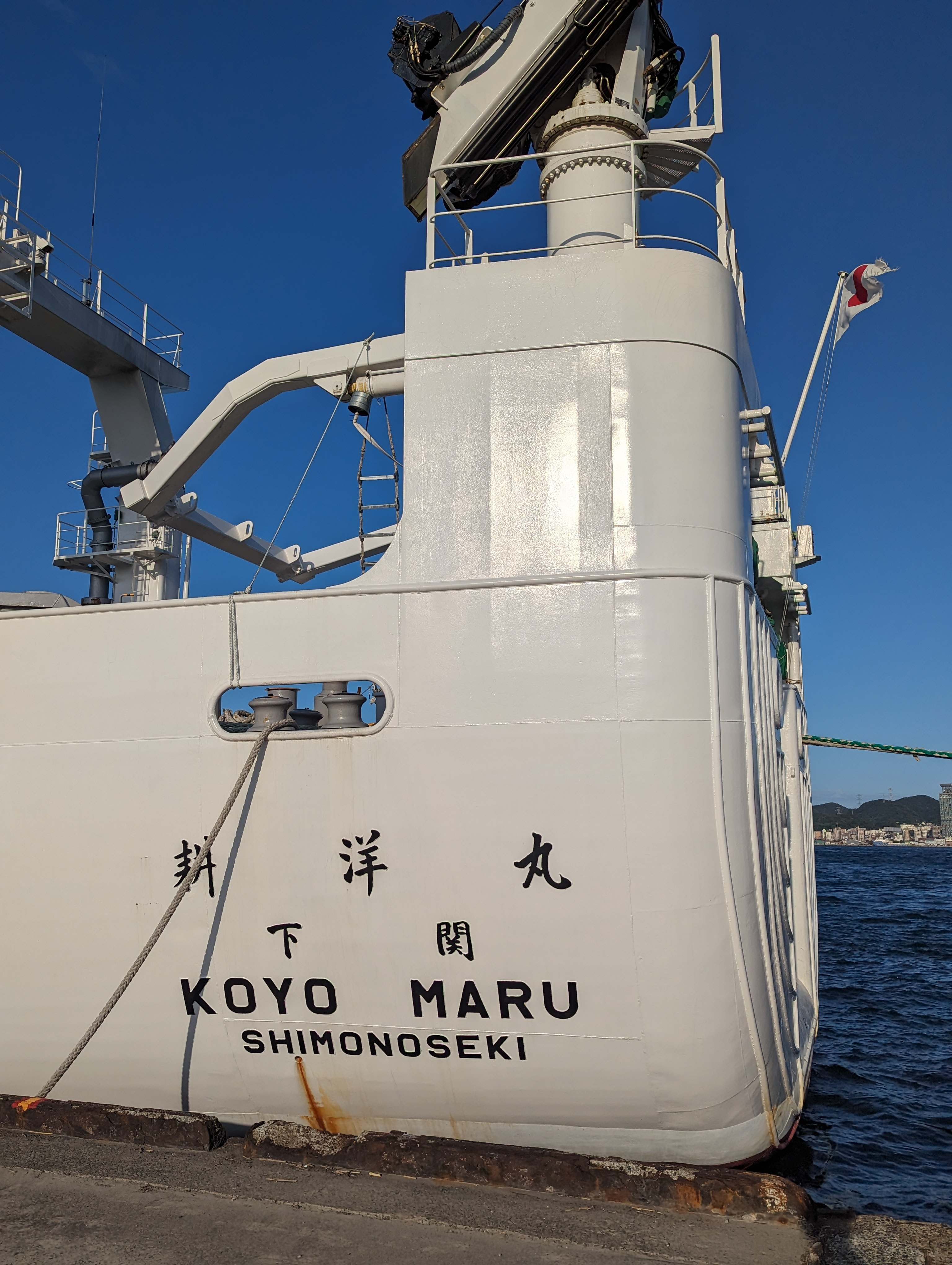
耕洋丸の船名および船籍港表示（2023年9月）
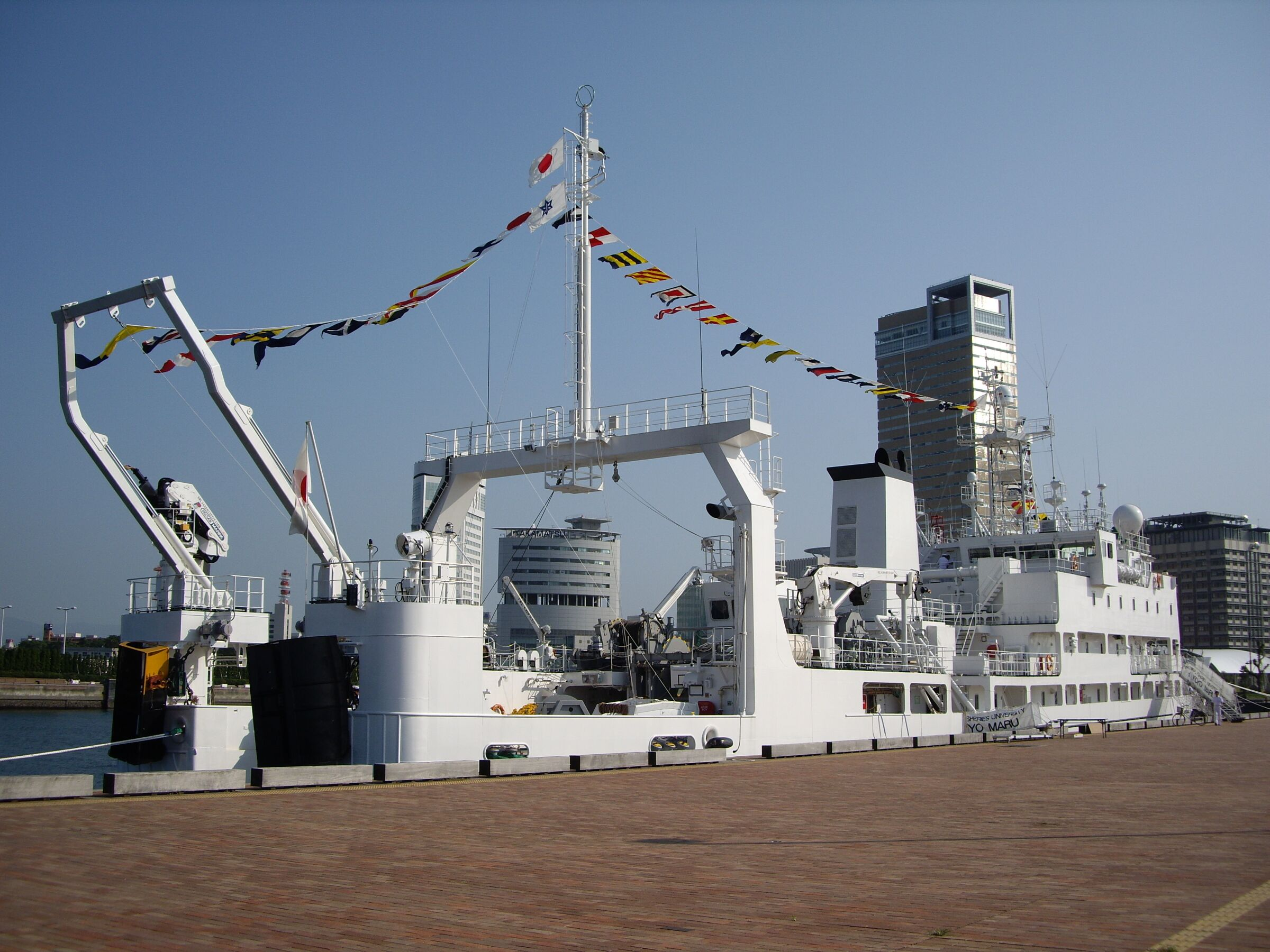
高松港に接岸中の本船
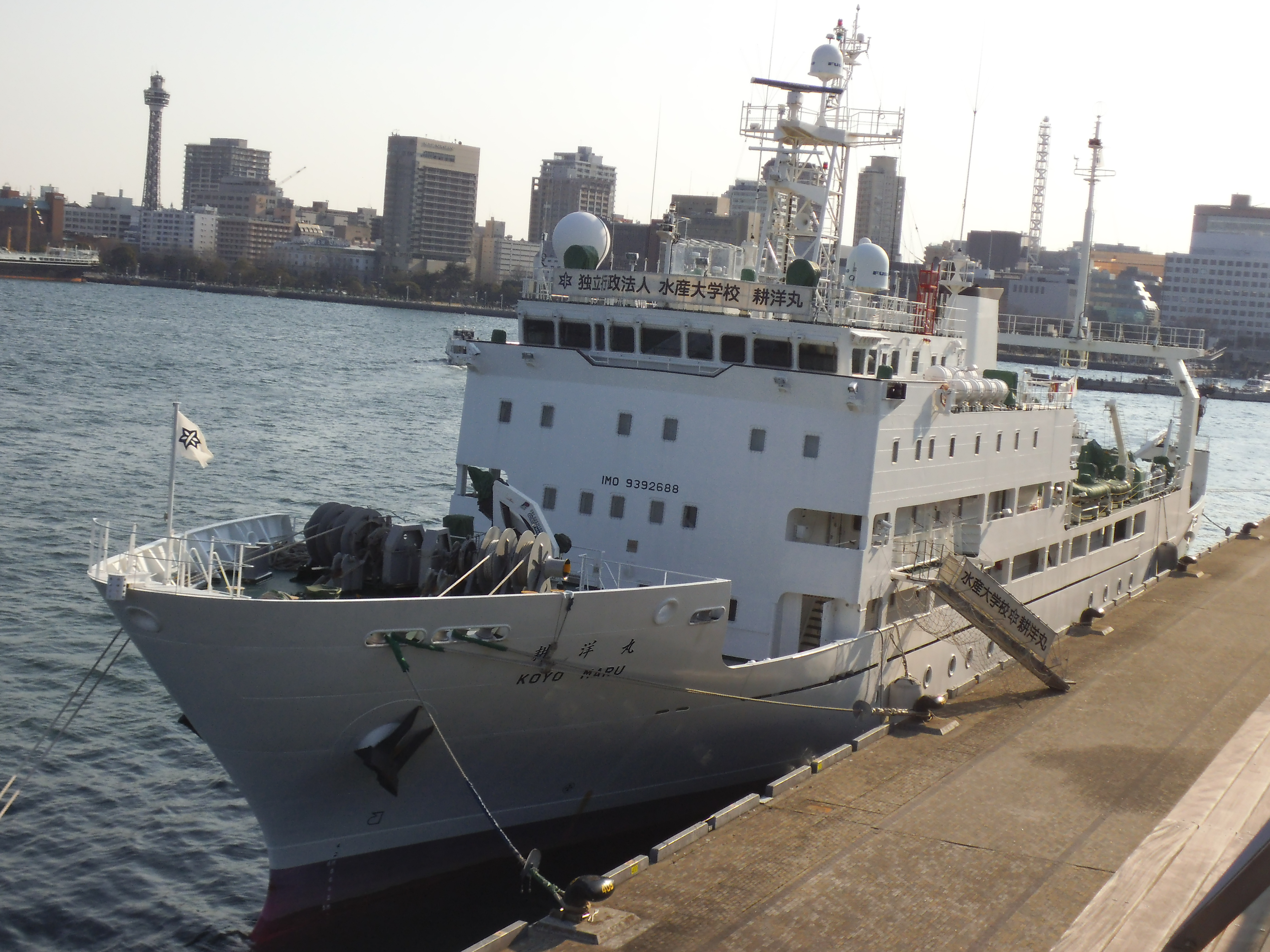
水産大学校の練習船 耕洋丸 20130211に横浜港・大さん橋にて
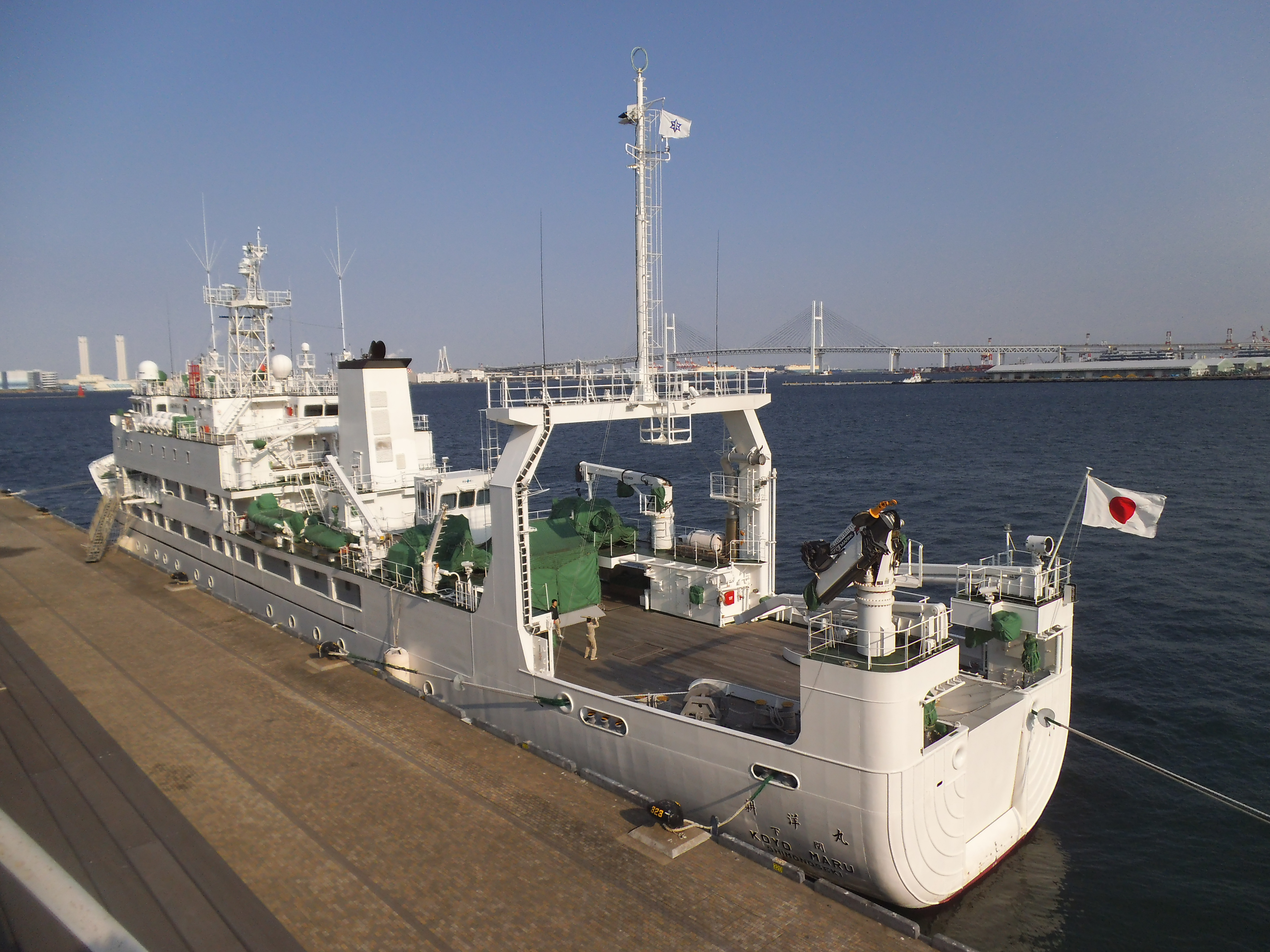
水産大学校の練習船 耕洋丸 横浜港・大さん橋にて斜め後ろから
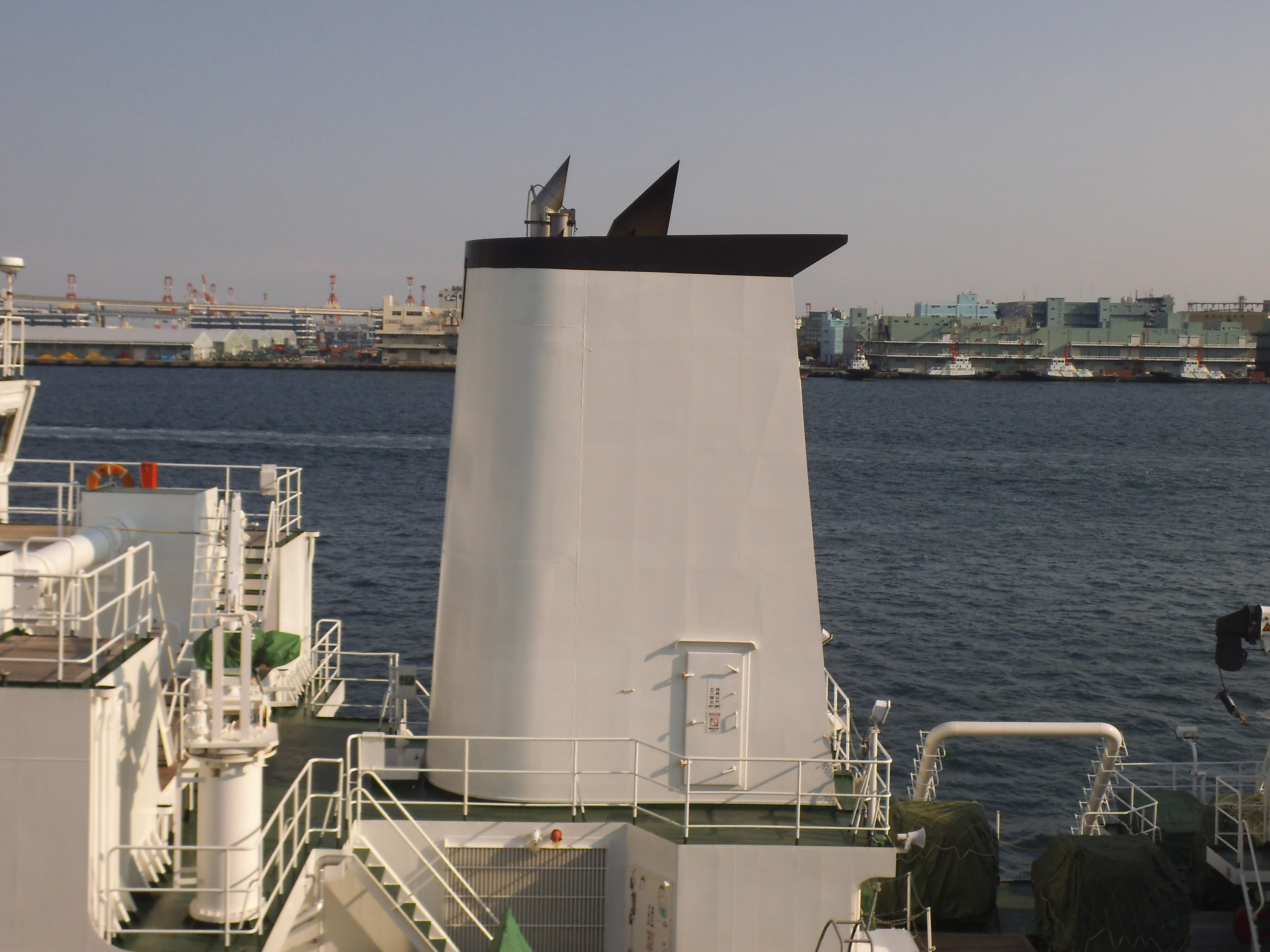
水産大学校の練習船 耕洋丸の煙突 20130211に横浜港・大さん橋にて
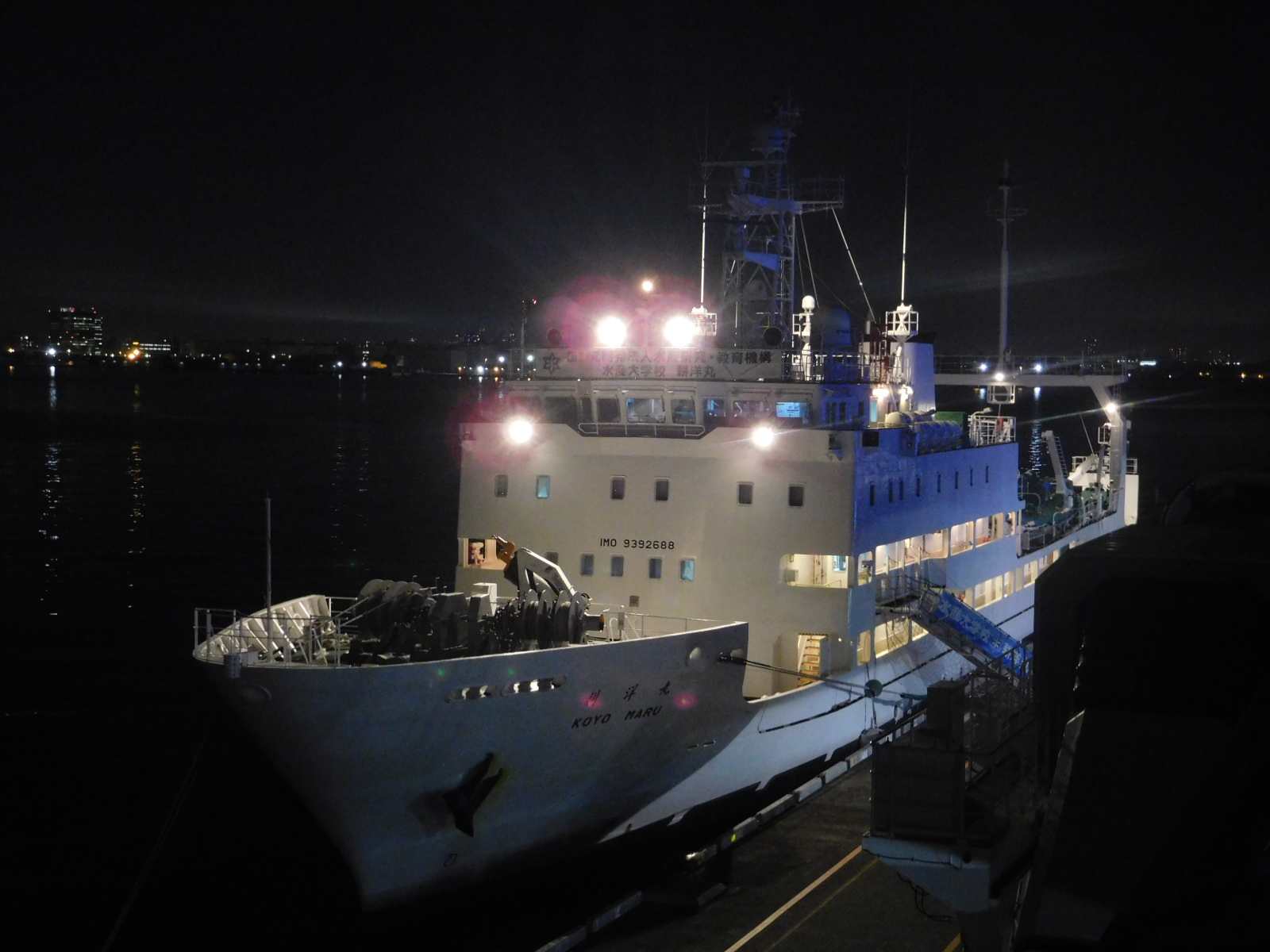
水産大学校の練習船 耕洋丸 20170216夜に横浜港・大さん橋にて